# ركس ميلر
ركس ميلر (بالإنجليزية: Rex Miller)‏ (25 أبريل 1939 في الولايات المتحدة - 21 مايو 2004 في الولايات المتحدة)؛ روائي أمريكي.